# Маха-мантра

Мантра «Харе Крішна» на санскриті

Харе Крішна мантра (також інколи Харе Крішна мантра), яку називають також маха-мантра («велика мантра») — вайшнавська мантра з 16-ти слів, що стала широко відома за межами Індії в основному завдяки Міжнародному Товариству Свідомості Крішни, послідовники якого відомі як крішнаїти. Харе́ Кри́шна (санскр. हरे कृष्ण, Hare Kṛṣṇa IAST) — мантра на санскриті.

## Харе Крішна мантра в індуїзмі
Харе Крішна мантра відома в багатьох традиціях індуїзму, де вважається, що її слухання, вимовляння або оспівування підносить свідомість практикуючого на духовний рівень. Згідно з гаудія-вайшнавським богослів'ям ця піднесена свідомість урешті-решт набуває форми чистої любові до Бога (Крішни).

## Значення
Мантра «Харе Крішна» складається з санскритських імен в кличному відмінку: Харе, Крішна і Рама:
|  | Харе Крішна Харе Крішна Крішна Крішна Харе Харе Харе Рама Харе Рама Рама Рама Харе Харе |

Рама і Крішна згадуються як імена Вішну в «Вішну-сахасранамі» і відносяться до 7-ї й 8-ї мага-аватари Вішну.
«Харе» може означати кличний відмінок від Харі, — одного з імен Вішну яке означає «той хто усуває іллюзію» або кличний відмінок від «Хара», — імені вічної шакті або коханої Крішни — Радгарані.
Згідно з А. Ч. Бгактіведанта Свамі Прабгупадою, Харе означає «енергія Бога», тоді як Крішна і Рама є іменами Самого Бога, які відповідно означають «всепривабливий» та «джерело всієї насолоди».
Рама може також вказувати на інше ім'я Крішни — Радга-раман, яке означає «коханий Радги»,або на скорочену форму імені головного втілення і брата Крішни в його земних іграх — Баларами. Ім'я «Рама» в мантрі може відноситися як до Рамачандри, так і до Шрі Баларами, оскільки між Господом Рамачандрою і Шрі Баларамою немає різниці.

## Способи повторення
Мантру «Харе Крішна» можна повторювати внутрішньо в думці, пошепки для себе (джапа) або голосно оспівувати (кіртана). Шріла Прабгупада описує процес повторення мантри таким чином:
|  | Свідомість Крішни не є чимось штучно нав'язаним розуму. Це свідомість — початкова, природна енергія живої істоти. Коли ми слухаємо трансцендентний звук мантри Харе Крішна, ця свідомість відроджується. Цей простий метод медитації рекомендований для нинішньої доби. Можна переконатися на практиці, що повторення цієї мага-мантри дозволяє відразу ж відчути духовне блаженство, що приходить безпосередньо з духовної сфери. Повторення мантри Харе Крішна відбувається на духовному рівні отже ця звукова вібрація виходить за рамки всіх нижчих рівнів свідомості: плотського, розумового і інтелектуального. Тому кожен може взяти участь у співі і повторенні мантри, і для цього не потрібно володіти жодними особливими якостями. |

## Історія

### Згадки у Ведах
Мантра «Харе Крішна» вперше згадується в «Калі-сантарана-упанішаді» (VIII-III століття до н.е.), яка є частиною «Яджур-Веди». У цій Упанішаді, Нарада отримує повчання від Брахми:
|  | слухай же те, що всі Веди тримають у секреті, і за допомогою чого можливо вирватися з круговороту народження і смерті. Той, хто просто повторює імена початкового Пуруші, Господа Нараяни, легко визволяється від несприятливого впливу Калі-Юґи. |

Коли Нарада запитав, що за «імена Нараяни» Брахма має на увазі, Брахма відповів:
|  | Харе Крішна Харе Крішна, Крішна Крішна Харе Харе, Харе Рама Харе Рама, Рама Рама Харе Харе; ці шістнадцять імен здатні зруйнувати всі несприятливі дії доби Калі. В усіх Ведах не існує більш піднесеної духовної практики, ніж повторення цих імен. |

У деяких версіях «Калі-сантарана-упанішади» «Харе Рама» стоїть у мантрі на першому місці, а потім вже слідує «Харе Крішна». Хоча в вайшнавізмі в основному вживається перша версія цієї мантри, в якій спочатку стоїть «Харе Крішна», вайшнави вірять в те, що мантру можна виголошувати будь-яким способом.

### Згадки в Пуранах
Практика повторення Харе Крішна мантри рекомендується в Пуранах, Панчаратрі та в різній вайшнавській літературі.
«Падма-пурана», Сварґа-кханда 50.6:
|  | Той хто поклоняється Богові всіх богів Шрі Харі і повторює Його святі імена мага-мантру, визволяється від найстрашніших гріхів, які лише можна вчинити. |

«Агні-пурана»:
|  | Харе Крішна Харе Крішна, Крішна Крішна Харе Харе: Будь-хто хто повторює цю мантру, навіть неуважно, досягне вищої досконалості життя. У цьому немає жодних сумнівів. |

«Ананта-самгита»:
|  | Ця мантра, що складається з шістнадцяти слів і тридцяти-двох складів, є великою мантрою цієї доби Калі, за допомогою якої всі живі істоти можуть отримати звільнення. Ніколи не потрібно припиняти повторення цієї мага-мантри. |

|  | Про цю божественну, духовну мага-мантру, яка визволяє від матеріального існування, Господь Брахма, початковий ґуру, сказав: «шруті оголосили цю мантру найкращим способом звільнення в це тисячоліття Калі». Почувши це від Брахми, всі його сини й учні, починаючи з Наради, прийняли Гаре Крішна маха-мантру і повторюючи її досягли досконалості. |

### Чайтанья Магапрабгу

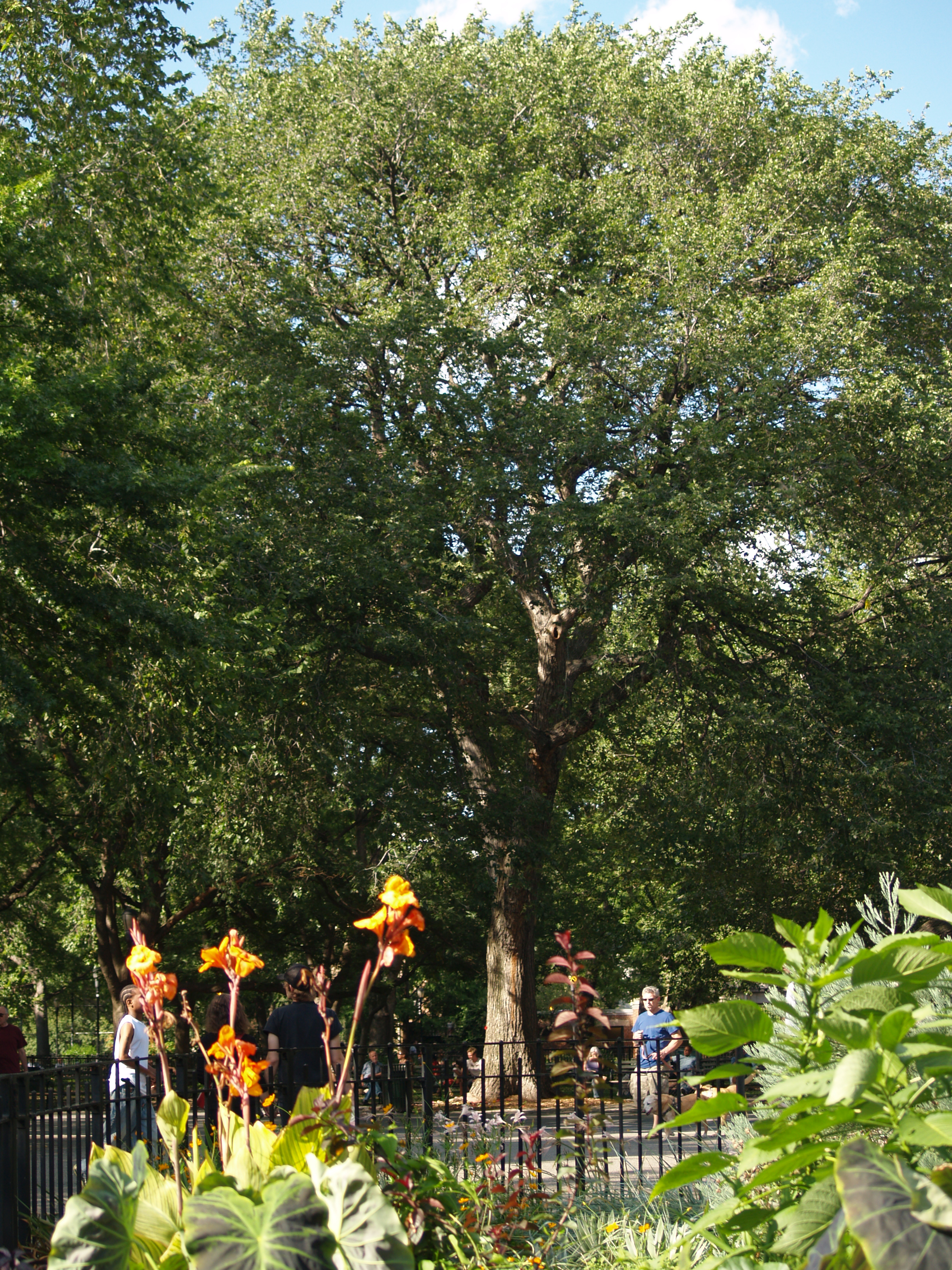
«Дерево Гаре Крішна» в Томпкінс-сквер парку в Нью-Йорку під яким у 1966 році Бгактіведанта Свамі Прабгупада вперше розпочав публічне оспівування мантри «Гаре Крішна» за межами Індії.

Мантра «Харе Крішна» набула широкого поширення в Індії на початку XVI століття завдяки Чайтаньї Магапрабгу, який в цей час почав здійснювати свою місію поширення публічного оспівування Гаре Крішна мантри (санкіртани) в кожному місті й селі світу. З метою проповіді Чайтанья подорожував по всій Індії, особливо по Бенгалії та Оріссі.

### Бгактіведанта Свамі Прабгупада
У 60-х роках XX століття похилий чернець на ім'я Бгактіведанта Свамі Прабгупада, за вказівкою свого гуру, Бгактісіддганти Сарасваті Тхакура почав проповідувати вчення Шрі Чайтаньї за межами Індії, на одинці взявши на себе відповідальність за його поширення по всьому світу. Заснувавши Міжнародне Товариство Свідомості Крішни в Нью-Йорку,він, за останні одинадцять років свого життя, об'їхав навколо світу чотирнадцять разів і зробив мантру «Харе Крішна» відомою у всьому світі.